# 소닉 언더그라운드
《소닉 언더그라운드》는 소닉 더 헤지호그 시리즈의 애니메이션이다. 1999년 1월 6일부터 5월 23일까지 프랑스의 TF1, 영국의 ITV, 미국의 First-run syndication에서 방영되었다.

## 개요
바람돌이 소닉, 고슴도치 소닉에 이어서 소닉 시리즈 3번째 애니메이션 작품이다. 이 작품은 미국과 프랑스가 공동 제작하였다.

## 등장인물
- 소닉 더 헤지호그
- 매닉 더 헤지호그
- 소니아 더 헤지호그
- 닥터 로보트닉
- 슬리트
- 딩고
- 너클즈 디 에키드나
- 퀸 알리나